# 下劳伊克
下劳伊克，是匈牙利佐洛州所辖的一个村，总面积8.45平方公里，总人口368，人口密度43.6人/平方公里（2010年1月1日）。